# Jarmo Sandelin
Jarmo Sandelin (* 10. Mai 1967 in Imatra, Finnland) ist ein schwedischer Profigolfer, der auf der European Tour spielt.
Sandelin wurde 1987 Professional, konnte sich aber erst 1995 für die European Tour qualifizieren. Seitdem hat er fünf Turniersiege errungen. Seine beste Saison war 1999, als er zweimal gewann, 9. der European Tour Order of Merit werden konnte und ins Ryder Cup Team berufen wurde. Seit einigen Jahren kämpft er mit seiner Form, konnte jedoch 2006 schon mit guten Ergebnissen aufwarten. Er fällt durch seine schrille Bekleidung auf, vergleichbar mit seinem Landsmann Jesper Parnevik.

## European-Tour-Siege
- 1995 Turespaña Open de Canaria
- 1996 Madeira Island Open
- 1999 Open de España, German Open
- 2002 BMW Asian Open

## Andere Turniersiege
- 1994 Challenge Novotel (Challenge Tour)
- 1998 Open Novotel Perrier (mit Olle Karlsson)

## Teambewerbe
- Ryder Cup: 1999
- Alfred Dunhill Cup: 1995, 1996, 1999
- World Cup: 1995, 1996, 1999
- Seve Trophy: 2000 (Sieger)